# クレシェンティーノ
クレシェンティーノ（イタリア語: Crescentino）は、イタリア共和国ピエモンテ州ヴェルチェッリ県にある、人口約7,700人の基礎自治体（コムーネ）。

## 地理

### 位置・広がり
ヴェルチェッリ県南西部に位置するコムーネで、県都ヴェルチェッリから西南西へ29km、アスティから北北西へ33km、州都トリノから東北東へ35kmの距離にある。
ポー川に沿う形で町域が広がるが、対岸ヴェッルーア・サヴォーイアとのコムーネ境界は、ポー川よりも北岸側に入っている。
| 隣接するコムーネは以下の通り。ALはアレッサンドリア県、TOはトリノ県所属。 - ランポーロ - 北 - リヴォルノ・フェッラーリス - 北東 - フォンタネット・ポー - 東 - モンチェスティーノ (AL) - 南東 - ヴェッルーア・サヴォーイア (TO) - 南 - ブルザスコ (TO) - 南西 - ヴェロレンゴ (TO) - 西 - サルッジャ - 北西 |

## 行政

### 分離集落
クレシェンティーノには以下の分離集落がある。
- Campagna, Cascinotti, Caravini, Cerrone, Galli, Lignola, Monte, Porzioni, San Genuario, San Grisante, San Silvestro, Santa Maria

## 交通

### 鉄道
- キヴァッソ＝アレッサンドリア線 (it:Ferrovia Chivasso-Alessandria) 
  - クレシェンティーノ駅 (it:Stazione di Crescentino)

### 道路
主要な県道
- SP31bis

## 姉妹都市
- サン・ジョルジョ・アルバネーゼ、イタリア
- Łososina Dolna、ポーランド